# نسرين جورج

نسرين جورج، إعلامية عراقية من أصل سرياني تخصصت بشؤون الطفل وترجمت مسلسلات كارتونية للأطفال كما ترأست قسم برامج الأطفال، صاحبة برنامج «سينما الأطفال» أحد أشهر البرامج التي تهتم بأفلام الصغار في تلفزيون العراق

## حياتها
شاركت في طفولتها بالبرنامج الإذاعي «عالم الأطفال» لعمّو زكي وبالفعاليات المدرسية، التحقت بالمعهد الأهلي لرقص الباليه، الذي أسسته الرائدة «مدام لينا»

## مشوارها المهني
دخلت مجال الإعلام عام 1975 عندما شاهدت إعلانا في التلفزيون لمن لها الرغبة بتقديم برنامج خاص بالأطفال وهي لا تزال طالبة وتقدمت وتم قبولها لتبدأ في تقديم برنامج (سينما الأطفال) الذي استمر منذ العام 1977 حتى العام 1999 ، حصلت على شهادة البكالوريوس في الإخراج المسرحي من كلية الفنون الجميلة بغداد. عملت رئيسة لقسم برامج الأطفال من فترة 1989 ولغاية 1999. كانت من أهم محاطتها هو برنامج «سينما الأطفال» الذي قدمته خلال فترة الثمانينات وبداية التسعينات في القناة الأولى للتلفزيون العراقي، الذي كان يقوم على حضور مجموعة من الأطفال إلى سينما صغيرة ويتم عرض الفيلم عليهم وبعد نهاية الفيلم يتم مناقشة قصة الفيلم من قبل المقدمة والحضور من الأطفال على شكل أسألة حوارية مبسطة واستخلاص العبر من قصة الفيلم.
كما قدمت للتلفزيون العراقي مجموعة من البرامج الموجهة للأطفال مثل (انتبه صديقي العزيز) وغيرها من البرامج التوجيهية والأرشادية.
هاجرت من العراق خلال فترة الحصار الدولي على العراق عام 1999 مع أسرتها إلى نيوزيلندا وعادت عام 2011 العراق وعملت موظفة في دائرة العلاقات الثقافية في وزارة الثقافة، وبعد تقاعدها من العمل عملت مديرة في إحدى رياض الأطفال.